# Puchegg
Puchegg ist eine ehemalige Gemeinde mit 536 Einwohnern (Stand: 1. Jänner 2024) und Katastralgemeinde im Gerichtsbezirk Fürstenfeld und im politischen Bezirk Hartberg-Fürstenfeld in der Steiermark (Österreich). Ab 1. Jänner 2015 ist sie im Rahmen der steiermärkischen Gemeindestrukturreform mit den Gemeinden Vorau, Riegersberg, Schachen bei Vorau und Vornholz zusammengeschlossen, die neue Gemeinde wird den Namen „Vorau“ weiterführen.

## Geografie

### Geografische Lage
Puchegg liegt im Joglland ca. 13 km nordwestlich der Bezirkshauptstadt Hartberg. Die Gemeinde befindet sich zwischen dem Naturpark Pöllauer Tal und dem Tal des Voraubaches, einem Nebenfluss der Lafnitz. Der höchste Punkt im Gemeindegebiet ist der zum Masenberg gehörende „Pongratzer Kogel“ mit einer Höhe von 1248 m ü. A.
Die Gemeinde wird vom Weißenbach im Westen und dem Steinbach im Osten entwässert.
Im Gegensatz zu anderen Gemeinden hat Puchegg kein Zentrum, das sich durch dichtere Besiedlung auszeichnet. Die Gemeinde besteht größtenteils aus Gehöften, die über das gesamte Wutzlviertel und das Lindenviertel verteilt sind.

### Gemeindegliederung
| Katastralgemeinden  | Ortschaften in der Gemeinde                                                                                |
| ------------------- | --- |
| Puchegg (13,64 km²) | Puchegg In der Linden (R) In der Vorauleiten (R) Lindenviertel (ZH) Steinhöfviertel (ZH) Wutzlviertel (ZH) |
| Legende             | |

| In der Spalte Katastralgemeinden sind sämtliche Katastralgemeinden einer Gemeinde angeführt. In der Klammer ist die jeweilige Fläche in km² angegeben. |
| In der Spalte Ortschaften sind sämtliche von der Statistik Austria erfassten Siedlungen, die auch eine eigene Ortschaftskennziffer aufweisen, angeführt. In der Hierarchieebene derselben Spalte, rechts eingerückt, werden nur Ansiedlungen, die mindestens aus mehreren Häusern bestehen, dargestellt. Die wichtigsten der verwendeten Abkürzungen sind: - M = Hauptort der Gemeinde - Stt = Stadtteil - R = Rotte - W = Weiler - D = Dorf - ZH = Zerstreute Häuser - Sdlg = Siedlung - Hgr = Häusergruppe - E = Einzelgehöft (nur wenn sie eine eigene Ortschaftskennziffer haben) Die komplette Liste der Statistik Austria ist in: Topographische Siedlungskennzeichnung nach STAT Zu beachten ist, dass manche Orte unterschiedliche Schreibweisen haben können. So können sich Katastralgemeinden anders schreiben als gleichnamige Ortschaften bzw. Gemeinden. Quelle: Statistik Austria – |

Die Gemeinde bestand aus der einzigen Katastralgemeinde und Ortschaft Puchegg.

## Geschichte

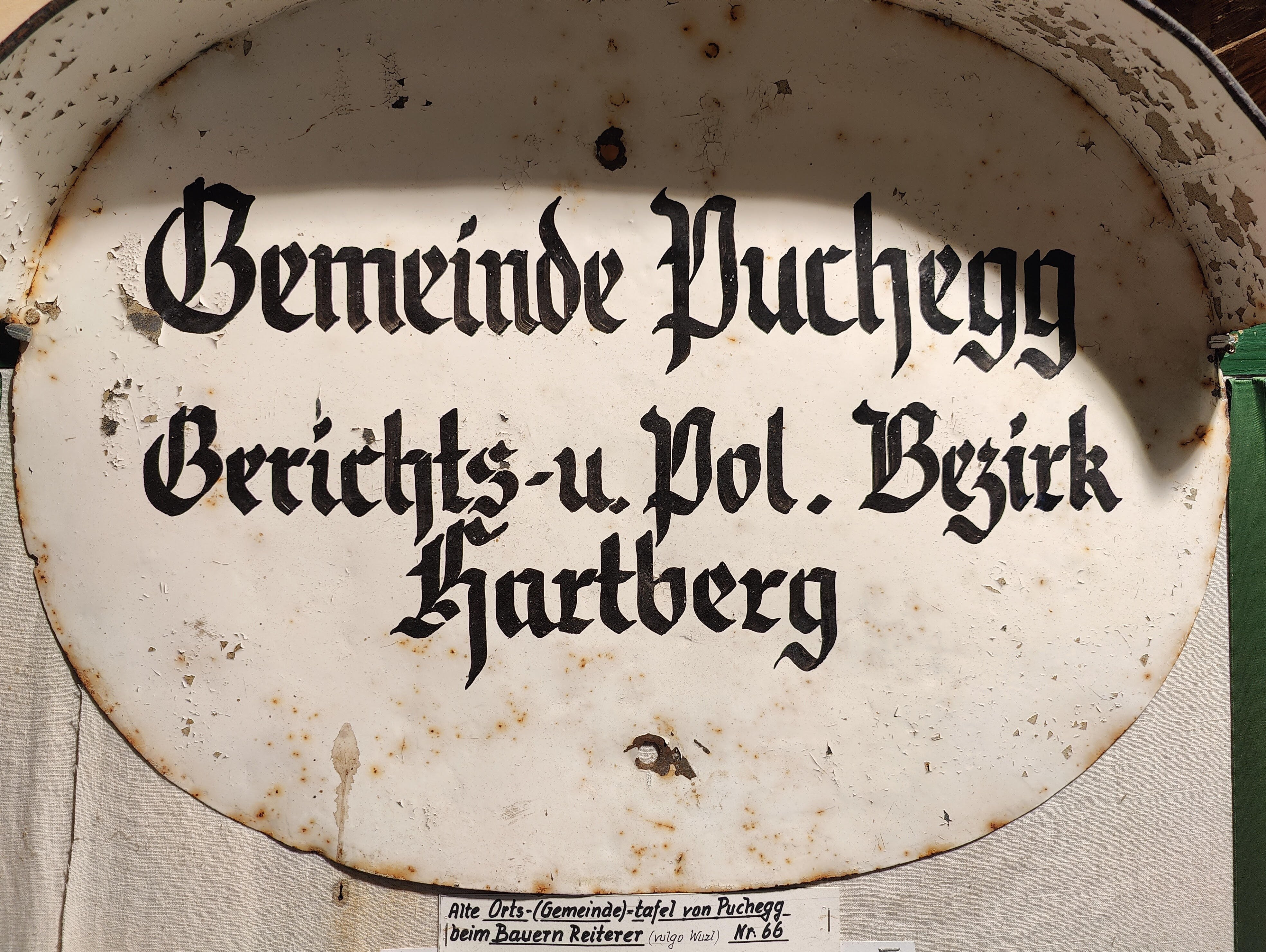
Ortschaftstafel Puchegg, damals eigenständige Gemeinde

Im April 1945 erreicht die Rote Armee das Gemeindegebiet und nahm es nach wenigen Tagen ein. In Puchegg brannten zahlreiche Häuser ab.

## Kultur und Sehenswürdigkeiten

### Sport
Puchegg ist eine ländliche Gemeinde mit ausgedehnten Waldgebieten. Dementsprechend verfügt die Gemeinde über zahlreiche Wanderwege, die teilweise einen schönen Blick über das Joglland bieten.

## Wirtschaft und Infrastruktur

### Verkehr
Puchegg liegt abseits der Hauptverkehrsstraßen, nicht einmal Durchgangsverkehr ist im Gemeindegebiet vorhanden. Die Süd Autobahn A 2 von Wien nach Graz ist ca. 25 km entfernt und über die Anschlussstelle Friedberg/Pinggau (95) erreichbar. Die Entfernung zur Wechsel Straße B 54 von Wiener Neustadt nach Hartberg beträgt ca. 15 km.
Puchegg ist nicht an das Eisenbahnnetz angeschlossen. Im Umkreis von zehn Kilometern ist kein Bahnhof vorhanden.
Der Flughafen Graz ist ca. 80 km entfernt.

## Politik

### Gemeinderat
Die letzten Gemeinderatswahlen brachten die folgenden Ergebnisse:
| Partei          | 2005    | 2005 | 2005    | 2000    | 2000 | 2000    | 1995    | 1995 | 1995    | 1990    | 1990 | 1990    |
| Partei          | Stimmen | %    | Mandate | Stimmen | %    | Mandate | Stimmen | %    | Mandate | Stimmen | %    | Mandate |
| --------------- | ------- | ---- | ------- | ------- | ---- | ------- | ------- | ---- | ------- | ------- | ---- | ------- |
| ÖVP             | 267     | 66   | 6       | 251     | 67   | 6       | 250     | 68   | 6       | 295     | 77   | 7       |
| SPÖ             | 139     | 34   | 3       | 125     | 33   | 3       | 120     | 32   | 3       | 86      | 23   | 2       |
| Wahlbeteiligung | 92 %    | 92 % | 92 %    | 92 %    | 92 % | 92 %    | 94 %    | 94 % | 94 %    | 94 %    | 94 % | 94 %    |

### Bürgermeister
Letzter Bürgermeister war Siegfried Holzer (ÖVP), letzter Vizebürgermeister war Johann Pfleger (ÖVP).

### Wappen
Die Verleihung des Gemeindewappens erfolgte mit Wirkung vom 1. Juni 1993.

Blasonierung (Wappenbeschreibung): „Sparrenförmig von Grün, Silber und Rot geteilt in Schnitten mit Bucheckern oben und Buchenblättern unten.“

## Persönlichkeiten

### Ehrenbürger
- 1963: Gilbert Prenner (1914–1996), Augustiner-Chorherr, Propst des Stiftes Vorau 1953–1970[4]
- 1976: Anton Peltzmann (1920–2000), Landesrat[5]
- 1999: Rupert Kroisleitner (* 1939), Augustiner-Chorherr, Propst des Stiftes Vorau 1970–2000[6]